# Ridin' Solo
«Ridin' Solo» (español: «Cabalgando en Solitario») es el tercer sencillo de Jason Derulo de su álbum debut Jason Derülo producido por J.R. Rotem. La canción originalmente tenía la base de "Bittersweet Symphony" de The Verve, pero fue reemplazado por sonidos electrónicos que forman parte de la base a lo largo de toda la canción.
El 16 de mayo de 2010 "Ridin' Solo" se convirtió en su tercer top 10 en lista UK Singles Chart. También es su tercer top 10 consecutivo en la lista Billboard Hot 100

## Recepción de la crítica
Fraser McAlpine de la BBC dio a la canción 3 estrellas de 5 y dijo que "Jason claramente no tiene un ceceo su trabajo es verdaderamente perfecto"
Idolator dice que "Derulo sabe cómo llegar al público interesado en la estrella del hip-pop otra vez de trata de seguir todas las tendencias que hay" Bill Lamb de About.com dio a la canción 2.5 estrellas de 5 y dice que "Lamentablemente en "Ridin' Solo " algunos de los aspectos más molestos de su sonido se ponen frente y al centro de la canción en la última instancia es difícil oírla una y otra vez". Robert Copsey de Digital Spy dio a la canción 3 estrellas de 5 y digo que "es otra, está abordando el esfuerzo pegadizo que debe mantener Derulo en la parte superior de ambos lados de la Balsa. También la canción tuvo participación en el videojuego Kinect Star Wars en el modo de baile galáctico, cuya letra fue modificada para ser una canción dedicada a Han Solo, personaje de Star Wars.

## Video musical
El video musical de " Ridin' Solo" fue lanzado el 2 de mayo. El video muestra a Derulo cantar con su soltería tras romper con su novia. En los primeros 15 segundos del video Derulo está tocando el piano y cantando "Blind", que es un tema de su álbum debut, con una foto de su novia en la parte superior del piano. hay características de Derulo en varias escenas incluyendo uno en una discoteca, varios en una Honda CR-Z y el baile de él, (a veces junto a unas bailarinas) en una piso en movimiento (que en realidad oculta cintas transportadoras) delante de un gran colorido LED de pantalla parpadeante y brillante, a veces se lee "Solo" en letras mayúsculas. Derulo lleva una chaqueta blanca con picos en las mangas a través del vídeo en los distintos escenarios. En una de las escenas de discoteca, se ven un grupo de niñas que está chateando en PlentyofFish (un sitio web de citas de Internet) en un IPAD. Hay una ligera diferencia entre el video musical y la versión del álbum de la canción; en el video la línea "Usted me dijo que mi mierda junta, ahora tengo mi mierda juntos, oh" sin censura en la pista se sustituye por "Usted dijo a mi mismo se reúnen, ahora me juntaron, oh ". Algunas áreas de la instrumental también se han alterado ligeramente. Esta versión también se utiliza en muchas estaciones de radio en el Reino Unido.

## Posicionamiento
| Listas (2010)                    | Posición máxima |
| -------------------------------- | --------------- |
| Australia ARIA Singles Chart     | 4               |
| Austrian Singles Chart           | 36              |
| Canadian Hot 100                 | 19              |
| Dutch Top 100                    | 15              |
| Irish Singles Chart              | 4               |
| Germany Singles Chart            | 24              |
| New Zeland Singles Chart         | 12              |
| UK Singles Chart                 | 2               |
| Estados Unidos Billboard Hot 100 | 9               |